# Juan Manuel Rozas
Juan Manuel Rozas (Ciudad Real, 1936 - Madrid, 14 de enero de 1986) fue un escritor y crítico literario español.

## Biografía
Estudió filosofía y letras en Zaragoza y cursó la especialidad de Filología Románica en la Complutense, donde se licenció en 1961; al año siguiente es profesor ayudante y después encargado de curso en la Facultad de Letras de la Complutense; se doctora en 1965 con premio extraordinario. Se casó y tuvo cuatro hijos. En 1970 es fundador y director del Departamento de Literatura de la Facultad de Filosofía y Letras de la Universidad Autónoma de Madrid, primero como Agregado interino y después como Agregado numerario. En 1977 es catedrático de la Universidad de Santiago de Compostela y Director del Departamento de Literatura Española. En 1978 es catedrático de la Universidad de Extremadura y Director del Departamento de Literatura. Vivió en Cáceres desde ese año. Vicedecano de la Facultad de Filosofía y Letras. Fundador del Servicio de Publicaciones de esta Universidad. En 1983 es decano de la Facultad de Filosofía y Letras de esta misma Universidad. Fue también Profesor del Instituto de Cultura Hispánica de Madrid, en los Cursos para profesores iberoamericanos y filipinos; de las Universidades norteamericanas en sus programas en Madrid: California, Berkeley, Nueva York, etc.; Profesor de la Universidad Internacional Menéndez Pelayo de Santander; dio un centenar de conferencias y lecciones en otras Universidades españolas y extranjeras.
Trabajó como becario del Consejo Superior de Investigaciones Científicas (CSIC) en 1962 y luego como ayudante científico por oposición. Desde 1966 fue colaborador científico numerario por oposición en el mismo CSIC, en sus secciones de Bibliografía y Teatro. En 1971 investigador Científico numerario, por concurso, en el Instituto «Miguel de Cervantes», del CSIC. En 1965 miembro de Número del Instituto de Estudios Madrileños del Ayuntamiento de Madrid; en 1978 miembro de Número del Instituto de Estudios Manchegos de la Diputación de Ciudad Real, etc. Estuvo en el consejo de redacción de numerosas revistas y colecciones de libros de la especialidad y dirigió la Enciclopedia de Extremadura.

## Obras
- El Conde de Villamediana. Bibliografía y contribución al estudio de sus textos. Madrid, CSIC, 1964 (Cuadernos bibliográficos, 11).
- Cancionero de Mendes Brito. Poesías inéditas del Conde de Villamediana. Madrid, CSIC, 1965.
- Academia que se celebró en la ciudad de Ciudad Real en 1678. Ciudad Real, Instituto de Estudios Manchegos, 1965.
- La lengua y la literatura en el CSIC. Madrid, CSIC (en colaboración con Antonio Quilis).
- Bartolomé Jiménez Patón. Epítome de la Ortografía latina y castellana. Instituciones de la Gramática española. Estudio y edición. Madrid, CSIC, 1965, «Clásicos Hispánicos» (en colaboración con A. Quilis).
- Bretón de los Herreros. Obra dispersa. Logroño. Instituto de Estudios Riojanos, 1965 (en colaboración con J. M. Díez Taboada).
- La generación poética de 1927. Estudio, antología y documentación. Madrid, Alcalá, 1966 (en colaboración con Joaquín González Muela).
- La generación poética de 1927. Segunda ed., muy ampliada y modificada. Madrid, Alcalá, 1974 «Límina»; 3.ª ed. muy ampliada, Madrid, Istmo, 1986.
- Conde de Villamediana: CC sonetos. Introducción y textos. Barcelona, Marte, 1967.
- Conde de Villamediana: Obras (1629). Estudio y edición. Madrid, Castalia, 1969; 2.ª ed., Madrid, Castalia, 1980.
- Azorín. Castilla. Edición, prólogo y notas. Barcelona, Labor, 1973. «Textos Hispánicos Modernos», 21.
- La generación del 27 desde dentro. Madrid, Alcalá, 1974 «Límina», 3). 2.ª ed. muy ampliada, Madrid, Istmo, 1986, «Bella Bellatrix»
- Significado y doctrina del «Arte nuevo» de Lope. Madrid, SGEL, 1976 (colección «Temas»).
- Vida y obra de Villamediana. (en prensa en Ed. Ariel).
- Sobre Marino y España. Madrid, Editora Nacional, 1978.
- El Siglo de Oro. El teatro en tiempos de Lope de Vega. Madrid, UNED, 1976.
- Historia de la Literatura, I. Madrid, UNED, 1976, 2 vols. (dirección y redacción de ocho capítulos).
- El 27 como generación. Santander, La Isla de los Ratones, 1978.
- Historia de la Literatura, II. Madrid, UNED, 1978, 2 vols. (dirección y redacción de cinco capítulos).
- Poesía (1930-1931). Edición facsimilar e introducción, 2 vols., Vaduz, Topos Verlag, 1979.
- Intrahistoria y literatura. Salamanca, Universidad, Cursos Internacionales, 1980.
- El grupo poético del 27. Madrid, Cincel, 1980, 2 vols. (en colaboración con G. Torres Nebrera).
- Lope de Vega y Felipe IV en el ciclo de senectute. Discurso de apertura del curso 1982-83. Cáceres, Universidad de Extremadura, 1982.
- Tres secretos (a voces) de la literatura del 27. Cáceres, Publicaciones del Departamento de Literatura, 1983.
- Los períodos de la bibliografía literaria española (ejemplificados con los bibliógrafos extremeños). Cáceres, Publicaciones del Departamento de Literatura, 1983.
- Gonzalo de Berceo, Milagros de Nuestra Señora. Ed. Juan Manuel Rozas. Barcelona, Plaza y Janés, «Clásicos», 1986. Reimpresión en Madrid, Libertarias.
- Estudios sobre Lope de Vega. Edición preparada por Jesús Cañas Murillo. Madrid, Cátedra, 1990.
- Lope de Vega, Rimas humanas y divinas del Licenciado Tomé de Burguillos. Edición de Juan Manuel Rozas y Jesús Cañas Murillo. Madrid, Castalia, «Clásicos Castalia», 2005.
- De la consolación y de sus dioses. La Isla de los Ratones, Santander, 1984.
- Guadalupe Villarreal y Anónimo de Yuste, Cancionero doble. Ed. de Juan Manuel Rozas. Cáceres, 1985 (Palinodia, n.º 1, anejos de Gálibo).
- Ostinato. Badajoz, Diputación Provincial, 1986. Obra póstuma.
- Discurso manual. Cáceres, Ediciones Norba 10004, col. «Teselas» 3.
- La partida. Del Oeste Ediciones, Badajoz, 1994. Obra póstuma.